# Urby Emanuelson
Urby Vitorrio Diego Emanuelson (Amsterdam, 16 giugno 1986) è un allenatore di calcio ed ex calciatore olandese, tecnico in seconda dell'Ajax.

## Biografia
Cugino di Jean-Paul Boëtius, anch'egli calciatore, nel 2006 ha vinto gli Europei Under-21 con la maglia dell'Olanda.

## Carriera

### Club

#### Ajax

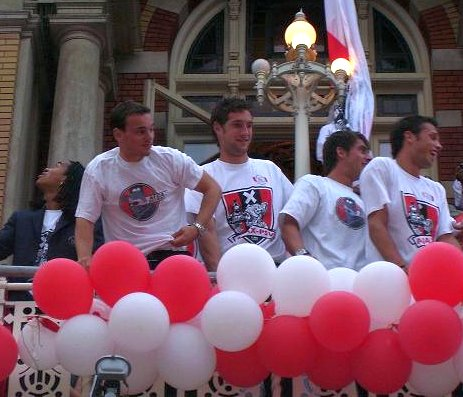
Emanuelson (a sinistra) con Sneijder, Stekelenburg, Grygera e Heitinga ai tempi dell'Ajax

Emanuelson, il cui padre Errol era anche un calciatore e giocò per la nazionale surinamense, cresce nel settore giovanile dell'Ajax. Fa il suo esordio in prima squadra e nelle competizioni UEFA per club il 24 febbraio 2005 nella partita di ritorno dei sedicesimi di finale della Coppa UEFA 2004-2005 Auxerre-Ajax (3-1), subentrando al 79º minuto di gioco a Sneijder. Il 10 aprile 2005 debutta in Eredivisie, nella partita vinta 4-2 contro l'AZ Alkmaar. Nella stagione successiva diventa il terzino sinistro titolare e vince la Supercoppa d'Olanda 2005 e la Coppa d'Olanda 2005-2006. Nel 2006 vince anche il premio di talento dell'anno di Amsterdam.
Nella stagione successiva vince ancora sia la Coppa d'Olanda che la Supercoppa, mentre nel 2007-2008 arriva la terza Supercoppa consecutiva.
Nella stagione 2008-2009, con Marco van Basten alla guida dell'Ajax, Emanuelson gioca a sinistra in posizione arretrata, ma successivamente, a causa di alcune lacune difensive e per la sua spiccata propensione offensiva, viene spostato più avanti e gioca da ala. Il 30 novembre 2008 gioca la sua partita numero 150 con l'Ajax.

#### Milan
Il 23 gennaio 2011 viene acquistato ufficialmente dal Milan a titolo definitivo. Il giocatore olandese, in scadenza di contratto a giugno 2011, firma un triennale che lo lega alla società rossonera fino al 30 giugno 2014. Il Milan lo ha pagato 1,7 milioni di euro più altri 800 000 per aver vinto lo scudetto, per un totale di 2,5 milioni di euro.

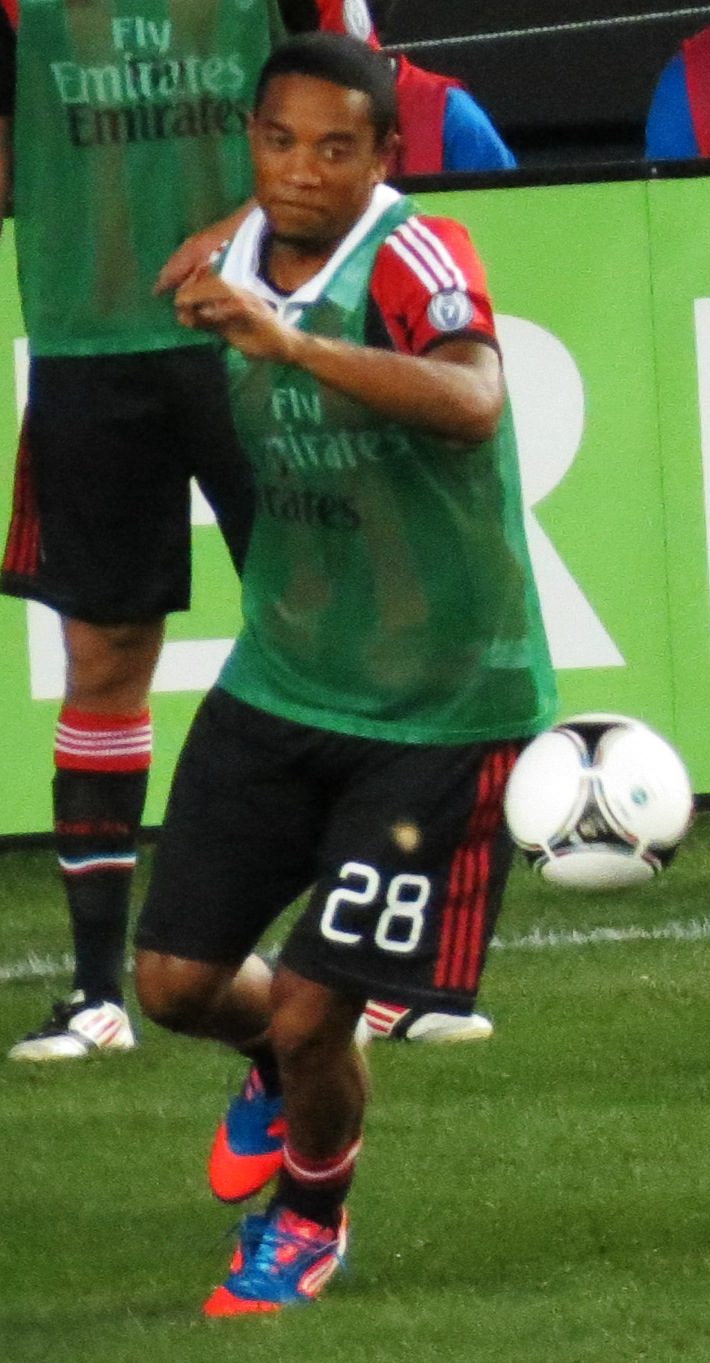
Emanuelson con la maglia del nel 2012

Il 26 gennaio 2011 esordisce subito da titolare con la maglia del Milan nella sfida contro la Sampdoria, partita valida per i quarti di finale della Coppa Italia 2010-2011 nella quale è stato autore dell'assist per il secondo gol di Pato nel 2-1 finale. Esordisce in Serie A il 29 gennaio 2011 in Catania-Milan, anticipo della 22ª giornata, entrato nel secondo tempo al posto di Alexander Merkel. Segna il suo primo gol con la maglia rossonera il 20 aprile 2011 nelle semifinali di andata di Coppa Italia contro il Palermo, fissando il punteggio sul 2-2. Il 7 maggio 2011 vince il suo primo scudetto con i rossoneri a due giornate dal termine del campionato grazie allo 0-0 contro la Roma.
Il 6 agosto 2011 vince la Supercoppa italiana con il Milan battendo l'Inter a Pechino per 2-1. Il 19 febbraio 2012 segna la prima rete personale in Serie A realizzando il secondo gol rossonero nella partita di campionato vinta per 3-1 in casa del Cesena.
Il 3 ottobre seguente segna, su calcio di punizione, il suo primo gol in Champions League con la maglia del Milan, in occasione della partita vinta per 3-2 allo Stadio Petrovskij contro lo Zenit.

#### Il prestito al Fulham
Il 31 gennaio 2013 viene ceduto in prestito secco fino al termine della stagione al Fulham, club impegnato in Premier League.
Debutta con la maglia della società inglese il 2 febbraio seguente, in occasione del match casalingo perso per 1-0 contro il Manchester Utd. Il 19 maggio 2013, nell'ultima giornata di Premier League 2012-2013 contro lo Swansea, segna il primo gol con la maglia del Fulham concludendo la stagione con all'attivo 13 presenze e una rete.

#### Ritorno al Milan e Roma
Finita la stagione Emanuelson torna al Milan. Fa il suo nuovo esordio con la maglia rossonera in PSV-Milan (1-1), valevole per i play-off di Champions League, giocando l'intero incontro da terzino sinistro. Raccoglie 33 presenze stagionali, ma a fine stagione il Milan non gli rinnova il contratto e il 1º luglio 2014 rimane svincolato.
L'11 luglio 2014 firma un contratto annuale con la Roma. Il 2 settembre non viene inserito nella lista per la Champions League dall'allenatore Rudi Garcia. 
Debutta con i giallorossi il 21 settembre seguente, nella vittoria casalinga contro il Cagliari per 2-0, subentrando a Daniele De Rossi. Nella sua esperienza giallorossa, totalizza 2 presenze.

#### Atalanta ed Hellas Verona
Il 21 gennaio 2015 si trasferisce in prestito all'Atalanta. Fa il suo esordio con i bergamaschi il 1º febbraio nella partita casalinga contro il Cagliari. Con i nerazzurri gioca in tutto 9 partite, lasciando la squadra da svincolato il 30 giugno 2015.
Dall'ottobre dello stesso anno si allena da solo al centro sportivo del Milan in attesa di trovare una squadra.
Il 30 dicembre 2015, da svincolato, si sottopone alle visite mediche con l'Hellas Verona per ufficializzare il suo ingaggio il 4 gennaio 2016. Con 11 presenze in campionato non riesce a evitare la retrocessione del club e a giugno rimane di nuovo svincolato.

#### Sheffield Wednesday e ritorno in Olanda
Il 6 settembre 2016 viene ingaggiato dallo Sheffield Wednesday in Football League Championship. Subentra, per la prima e unica volta, con i bianco-blu solo il 7 maggio 2017, al minuto 74, al posto di Sam Hutchinson nella sconfitta casalinga contro il Fulham per 1-2. A fine stagione, non rientrando nei progetti della squadra inglese, rimane svincolato.
Il 10 luglio 2017 fa ritorno in Olanda firmando per l'Utrecht. Alla fine della stagione 2019-2020 rimane svincolato ma, il 29 settembre 2020, sottoscrive un nuovo contratto da semi-professionista con la società olandese Ajax. Anche in questa stagione gioca pochi incontri ma il 16 maggio 2021 disputa la sua partita numero 250 in Eredivisie tra Ajax e Utrecht.

### Nazionale

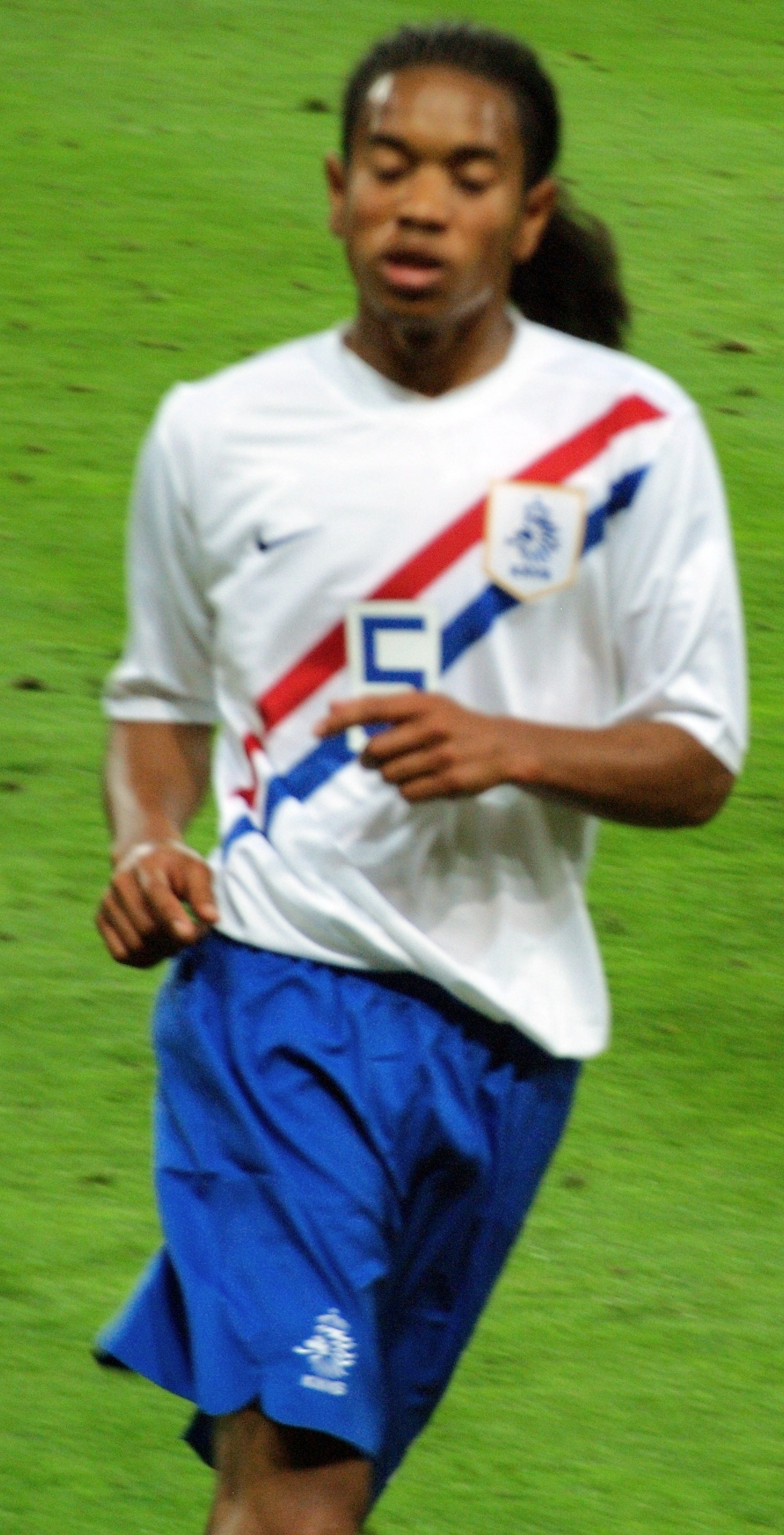
Emanuelson con la maglia della nazionale olandese

Con la nazionale olandese Under-20 partecipa al Mondiali Under-20 del 2005, dove l'Olanda viene eliminata nei quarti di finale dalla Nigeria dopo i rigori. Emanuelson disputa 4 partite nella competizione e segna un gol contro l'Australia nella fase a gironi.
Con la nazionale olandese Under-21 vince l'Europeo Under-21 del 2006, al termine dal quale viene inserito nella squadra del torneo in posizione di terzino sinistro.
Nel 2008 prende parte al torneo di calcio delle Olimpiadi di Pechino, dove disputa 4 delle 5 partite (2 nella fase a gironi e altrettante in quella a eliminazione diretta) degli Oranje, estromessi nei quarti di finale dall'Argentina.
Il 16 agosto 2006 fa il suo debutto con la nazionale maggiore olandese in un'amichevole contro l'Irlanda. È tra i 30 preconvocati della nazionale olandese di Marco van Basten per Euro 2008, ma viene escluso il 16 maggio 2008.
In totale conta 17 presenze, senza gol, con la nazionale maggiore. L'ultima è con il ct Louis van Gaal, il 14 novembre 2012, in un'amichevole pareggiata con la Germania (0-0).

### Dopo il ritiro
Dopo non aver più messo piede in campo nella stagione 2021-2022, nell’estate del 2022 diventa assistente di Henk Fraser ricoprendo lo stesso ruolo anche nello Jong Utrecht.
Ad ottobre torna a giocare accasandosi all’Ajax amatoriale.
L'anno seguente diventa il vice di Dave Vos allo Jong Ajax.

## Statistiche

### Presenze e reti nei club
Statistiche aggiornate al 16 maggio 2021.
| Stagione        | Squadra         | Campionato      | Campionato | Campionato | Coppe nazionali | Coppe nazionali | Coppe nazionali | Coppe continentali | Coppe continentali | Coppe continentali | Altre coppe | Altre coppe | Altre coppe | Totale | Totale |
| Stagione        | Squadra         | Comp            | Pres       | Reti       | Comp            | Pres            | Reti            | Comp               | Pres               | Reti               | Comp        | Pres        | Reti        | Pres   | Reti   |
| --------------- | --------------- | --------------- | ---------- | ---------- | --------------- | --------------- | --------------- | ------------------ | ------------------ | ------------------ | ----------- | ----------- | ----------- | ------ | ------ |
| 2004-2005       | Ajax            | ED              | 3          | 0          | CO              | 1               | 0               | UCL+CU             | 0+1                | 0                  | SO          | 0           | 0           | 5      | 0      |
| 2005-2006       | Ajax            | ED              | 26+4       | 1+0        | CO              | 2               | 1               | UCL                | 8                  | 0                  | SO          | 1           | 0           | 41     | 2      |
| 2006-2007       | Ajax            | ED              | 31+4       | 3+0        | CO              | 4               | 0               | UCL+CU             | 2+4                | 0                  | SO          | 1           | 0           | 46     | 3      |
| 2007-2008       | Ajax            | ED              | 31+3       | 3+0        | CO              | 2               | 0               | UCL+CU             | 2+2                | 0                  | SO          | 1           | 0           | 41     | 3      |
| 2008-2009       | Ajax            | ED              | 32         | 4          | CO              | 1               | 0               | CU                 | 9                  | 0                  | -           | -           | -           | 42     | 4      |
| 2009-2010       | Ajax            | ED              | 31         | 5          | CO              | 7               | 2               | UEL                | 10                 | 1                  | -           | -           | -           | 48     | 8      |
| 2010-gen. 2011  | Ajax            | ED              | 18         | 1          | CO              | 3               | 1               | UCL                | 10                 | 0                  | SO          | 1           | 0           | 32     | 2      |
| Totale Ajax     | Totale Ajax     | Totale Ajax     | 183        | 17         |                 | 20              | 4               |                    | 48                 | 1                  |             | 4           | 0           | 255    | 22     |
| gen.-giu. 2011  | Milan           | A               | 9          | 0          | CI              | 2               | 1               | -                  | -                  | -                  | -           | -           | -           | 11     | 1      |
| 2011-2012       | Milan           | A               | 30         | 2          | CI              | 4               | 0               | UCL                | 7                  | 0                  | SI          | 1           | 0           | 42     | 2      |
| 2012-gen. 2013  | Milan           | A               | 12         | 1          | CI              | 2               | 0               | UCL                | 6                  | 1                  | -           | -           | -           | 20     | 2      |
| gen.-giu. 2013  | Fulham          | PL              | 13         | 1          | -               | -               | -               | -                  | -                  | -                  | -           | -           | -           | 13     | 1      |
| 2013-2014       | Milan           | A               | 24         | 0          | CI              | 1               | 0               | UCL                | 8                  | 0                  | -           | -           | -           | 33     | 0      |
| Totale Milan    | Totale Milan    | Totale Milan    | 75         | 3          |                 | 9               | 1               |                    | 21                 | 1                  |             | 1           | 0           | 106    | 5      |
| 2014-gen. 2015  | Roma            | A               | 2          | 0          | CI              | 0               | 0               | UCL                | -                  | -                  | -           | -           | -           | 2      | 0      |
| gen.-giu. 2015  | Atalanta        | A               | 9          | 0          | -               | -               | -               | -                  | -                  | -                  | -           | -           | -           | 9      | 0      |
| gen.-giu. 2016  | Verona          | A               | 11         | 0          | CI              | 0               | 0               | -                  | -                  | -                  | -           | -           | -           | 11     | 0      |
| 2016-2017       | Sheffield Weds  | FLC             | 1          | 0          | FACup+CdL       | 0               | 0               | -                  | -                  | -                  | -           | -           | -           | 1      | 0      |
| 2017-2018       | Utrecht         | ED              | 27+3       | 0          | CO              | 2               | 0               | UEL                | 6                  | 0                  | -           | -           | -           | 38     | 0      |
| 2018-2019       | Utrecht         | ED              | 24+4       | 4          | CO              | 2               | 0               | -                  | -                  | -                  | -           | -           | -           | 30     | 4      |
| 2019-2020       | Utrecht         | ED              | 13         | 0          | CO              | 3               | 0               | UEL                | 2                  | 0                  | -           | -           | -           | 18     | 0      |
| set. 2020-2021  | Utrecht         | ED              | 13         | 0          | CO              | 0               | 0               | -                  | -                  | -                  | -           | -           | -           | 13     | 0      |
| Totale Utrecht  | Totale Utrecht  | Totale Utrecht  | 84         | 4          |                 | 7               | 0               |                    | 8                  | 0                  |             | -           | -           | 99     | 4      |
| Totale carriera | Totale carriera | Totale carriera | 378        | 25         |                 | 36              | 5               |                    | 77                 | 2                  |             | 5           | 0           | 496    | 32     |

### Cronologia presenze e reti in nazionale
| Cronologia completa delle presenze e delle reti in nazionale ― Paesi Bassi | Cronologia completa delle presenze e delle reti in nazionale ― Paesi Bassi | Cronologia completa delle presenze e delle reti in nazionale ― Paesi Bassi | Cronologia completa delle presenze e delle reti in nazionale ― Paesi Bassi | Cronologia completa delle presenze e delle reti in nazionale ― Paesi Bassi | Cronologia completa delle presenze e delle reti in nazionale ― Paesi Bassi | Cronologia completa delle presenze e delle reti in nazionale ― Paesi Bassi | Cronologia completa delle presenze e delle reti in nazionale ― Paesi Bassi |
| Data                                                                       | Città                                                                      | In casa                                                                    | Risultato                                                                  | Ospiti                                                                     | Competizione                                                               | Reti                                                                       | Note                                                                       |
| -------------------------------------------------------------------------- | -------------------------------------------------------------------------- | -------------------------------------------------------------------------- | -------------------------------------------------------------------------- | -------------------------------------------------------------------------- | -------------------------------------------------------------------------- | -------------------------------------------------------------------------- | -------------------------------------------------------------------------- |
| 16-8-2006                                                                  | Dublino                                                                    | Irlanda                                                                    | 0 – 4                                                                      | Paesi Bassi                                                                | Amichevole                                                                 | -                                                                          |                                                                            |
| 2-9-2006                                                                   | Lussemburgo                                                                | Lussemburgo                                                                | 0 – 1                                                                      | Paesi Bassi                                                                | Qual. Euro 2008                                                            | -                                                                          |                                                                            |
| 11-10-2006                                                                 | Amsterdam                                                                  | Paesi Bassi                                                                | 2 – 1                                                                      | Albania                                                                    | Qual. Euro 2008                                                            | -                                                                          |                                                                            |
| 15-11-2006                                                                 | Amsterdam                                                                  | Paesi Bassi                                                                | 1 – 1                                                                      | Inghilterra                                                                | Amichevole                                                                 | -                                                                          |                                                                            |
| 24-3-2007                                                                  | Rotterdam                                                                  | Paesi Bassi                                                                | 0 – 0                                                                      | Romania                                                                    | Qual. Euro 2008                                                            | -                                                                          |                                                                            |
| 28-3-2007                                                                  | Celje                                                                      | Slovenia                                                                   | 0 – 1                                                                      | Paesi Bassi                                                                | Qual. Euro 2008                                                            | -                                                                          |                                                                            |
| 22-8-2007                                                                  | Ginevra                                                                    | Svizzera                                                                   | 2 – 1                                                                      | Paesi Bassi                                                                | Amichevole                                                                 | -                                                                          |                                                                            |
| 12-9-2007                                                                  | Tirana                                                                     | Albania                                                                    | 0 – 1                                                                      | Paesi Bassi                                                                | Qual. Euro 2008                                                            | -                                                                          |                                                                            |
| 17-10-2007                                                                 | Rotterdam                                                                  | Paesi Bassi                                                                | 2 – 0                                                                      | Slovenia                                                                   | Qual. Euro 2008                                                            | -                                                                          |                                                                            |
| 17-11-2007                                                                 | Eindhoven                                                                  | Paesi Bassi                                                                | 1 – 0                                                                      | Lussemburgo                                                                | Qual. Euro 2008                                                            | -                                                                          |                                                                            |
| 6-2-2008                                                                   | Spalato                                                                    | Croazia                                                                    | 0 – 3                                                                      | Paesi Bassi                                                                | Amichevole                                                                 | -                                                                          |                                                                            |
| 8-10-2010                                                                  | Chișinău                                                                   | Moldavia                                                                   | 0 – 1                                                                      | Paesi Bassi                                                                | Qual. Euro 2012                                                            | -                                                                          |                                                                            |
| 11-8-2010                                                                  | Donec'k                                                                    | Ucraina                                                                    | 1 – 1                                                                      | Paesi Bassi                                                                | Amichevole                                                                 | -                                                                          |                                                                            |
| 29-3-2011                                                                  | Amsterdam                                                                  | Paesi Bassi                                                                | 5 – 3                                                                      | Ungheria                                                                   | Qual. Euro 2012                                                            | -                                                                          |                                                                            |
| 29-2-2012                                                                  | Londra                                                                     | Inghilterra                                                                | 2 – 3                                                                      | Paesi Bassi                                                                | Amichevole                                                                 | -                                                                          |                                                                            |
| 12-10-2012                                                                 | Rotterdam                                                                  | Paesi Bassi                                                                | 3 – 0                                                                      | Andorra                                                                    | Qual. Mondiali 2014                                                        | -                                                                          |                                                                            |
| 14-11-2012                                                                 | Amsterdam                                                                  | Paesi Bassi                                                                | 0 – 0                                                                      | Germania                                                                   | Amichevole                                                                 | -                                                                          |                                                                            |
| Totale                                                                     |                                                                            | Presenze                                                                   | 17                                                                         |                                                                            | Reti                                                                       | 0                                                                          |                                                                            |

## Palmarès

### Club
- Supercoppa dei Paesi Bassi: 3

Ajax: 2005, 2006, 2007
- Coppa dei Paesi Bassi: 3

Ajax: 2005-2006, 2006-2007, 2009-2010
- Campionato italiano: 1

Milan: 2010-2011
- Supercoppa italiana: 1

Milan: 2011

### Nazionale
- Campionato d'Europa Under-21: 1

2006